# サモエド
サモエド(Samoyed)は、ロシアのシベリアを原産地とする犬の品種のひとつ。典型的なスピッツ系の体型をしており、シベリアン・スピッツとも呼ばれる。

## 歴史
サモエドはロシア・ネネツ自治管区を中心としたサモエード族が旧くから共生してきた地犬との見解が広く知られる。3000年以上にわたって飼育されてきた原始犬に近い犬種である。中央シベリアのツンドラ地帯で暮らすサモエード族のもと、トナカイの番やカモシカ狩り、そり引きなどに従事していた。人とともに屋内で眠ることもあり、暖房代わりとしても用いられていたという。20世紀初頭からイギリス人繁殖家による本格的な改良が始まった。純白に輝く被毛と均整の取れたボディは人気を博し、当初は存在した黒やタンといった毛色はふるいにかけられ、ホワイト系が主流となった。
日本において、戦後の混乱期から高度経済成長期にかけて爆発的に流行した日本スピッツは、サモエドにジャーマン・スピッツを交配して、小型化したものであるとする説がある。

## 特徴
最暖月平均気温10℃未満の極寒の地でそりの牽引、トナカイの警護などに重用されてきたことからもわかるように、極寒に耐えるのに適した皮下脂肪と豊富な体毛を備えており、優れた耐寒性と激しい作業に耐えうる強靭な体力･持久力を持つ。また、極地探検では、体格に比して粗食である点が評価された。体高より体長がやや長い体型は筋肉質で骨量に富んでいるが、たいへんコンパクトで、動きは機敏である。体高は48〜60センチメートル、体重は16〜29キログラム。厚い被毛は、よく立った上毛とやわらかく密生した下毛のダブルコートで、耐寒性に優れており、毛色は、純白、白、ビスケット、クリームなどがある。適度の警戒心を有するが、狩猟本能はわずかで、決して攻撃的ではない。性格は極めて温厚かつ社交的だが、それ故に番犬には全く適さない。ひとつの民族が過酷な生活環境の中で長期にわたって飼育し続けた結果、人との信頼関係が育まれ、知的で穏やかな性格が形成されたとされる。しっかりと立ち上がったやや短い耳、適度な長さの鼻筋、微笑んでいるかのような黒目の顔立ちが魅力的で、愛好家の間では、そのいつも笑っているような口元をサモエドスマイルと呼び、親しまれている。

## 飼い方
散歩
サモエドはそり犬だったため、運動欲求が強くスタミナがある。エネルギーが充分に消費されないとストレスをためてしまうことがあるので、毎日、朝晩30分以上の散歩を欠かさないようにする。散歩のほかに、ドッグランで思いきり走らせる時間も必要。ただし運動をさせる際には、暑さと関節の負荷に充分に注意する。

## サイズ
体重23−30(kg)
体高 46-60(cm)

## 歴史適用途
猛獣犬、作業犬

## 犬関連
- 犬の品種一覧
- スピッツ
- ネネツ・ハーディング・ライカ
- ポメラニアン
- シベリアンハスキー

## 犬のすべての種類
•チワワ•ヨークシャーテリア•パピヨン•マルチーズ•独•ミニチュアピンシャー•イタリアン・グレーハウンド•プリュッセル・グリフォン•トイプードル•ミニチュアダックスフント•日本テリア•ビション・フリーゼ•ペキニーズ•シーズー•ラサ・アプソ•パグ•日本スピッツ•ミニチュアシュナウザー•ウィペット•ケアーンテリア•ウエスト・ハイランド・ホワイト・テリア•ジャックラッセルテリア•ボストンテリア•キャバリア•フォックス・テリア•柴犬•豆柴•シェットランド・シープドッグ•ビーグル•アメリカン・コッカー・スパニエル•スコティッシュ・テリア•バセンジー•ミニチュア・ブル・テリア•ウェルシュ・コーギー•フレンチ・ブルドック•甲斐犬•イングリッシュ・コッカー・スパニエル•サルーキ•ボーダー・コリー•アイリッシュ・セター•シャー・ペイ•シベリアン・ハスキー•バセット・ハウンド•エアデール・テリア•チャウ・チャウ•ブルドック•イングリッシュ・スプリンガー・スパニエル•ビアデッド・コリー•コリー•ダルメシアン•アフガン・ハウンド•ドーベルマン•サモエド•ブル・テリア•ボクサー•フラットコーデット・レトリバー•ラブラドール・レトリバー•ゴールデン・レトリバー•ジャーマン・シェパード・ドック•ロットワイラー•グレート・ピレニーズ•グレート・デーン•ニューファンドランド•セント•バーナード